# Peder Kylling
Peder Lauridsen Kylling, né à Assens vers 1640 et mort en 1696, est un botaniste danois.

## Biographie
Kylling poursuit ses études de théologie à l'université de Copenhague à partir de 1660, dont il sort diplômé en 1666. Il est nommé ensuite pasteur de paroisse, mais il est renvoyé pour une raison inconnue. Il commence alors des études de botanique. Il est nommé botanicus regius en 1682. Il publie en 1684 un Catalogus plantarum CCCCIV in Luco aureo s. Gyldenlund provenientium.

## Œuvre
Son œuvre la plus connue est Viridarium Danicum, publiée en 1688, avec un glossaire latin-danois-allemand et la localisation des plantes pour la plupart originaires de la province de Zélande, mais aussi du Jutland et du Schleswig. Plus de 1 100 espèces de plantes y sont répertoriées. Morten Thomsen Lange en révise la liste au XIXe siècle.
Kylling s’attelle à une édition corrigée, mais qui est interrompue par sa mort. Le manuscrit se serait trouvé dans la bibliothèque d'Albrecht von Haller.

## Honneurs
Le genre Kyllinga (Cyperaceae) a été nommé en son honneur par Christen Friis Rottbøll.

## Source
- (en) Cet article est partiellement ou en totalité issu de l’article de Wikipédia en anglais intitulé « Peder Lauridsen Kylling » (voir la liste des auteurs).